# Grandrieux
Grandrieux é uma comuna francesa na região administrativa de Altos da França, no departamento de Aisne. Estende-se por uma área de 4,35 km². Em 2010 a comuna tinha 84 habitantes (densidade: 19,3 hab./km²).